# 2010年亚洲残疾人运动会中国代表团
2010年亚洲残疾人运动会中国代表团共派出447名运动员参赛，其中男运动员262名，女运动员185名。
奖牌榜：
| 名次 | 代表团 | 金牌 | 银牌 | 铜牌 | 总数 |
| ---- | ------ | ---- | ---- | ---- | ---- |
| 1    | 中国   | 185  | 118  | 88   | 391  |

## 奖牌获得者

### 金牌
1. 粱贵华：场地自行车 - 混合C1-3M&C1-5W 3km个人追逐赛
2. 刘馨阳：场地自行车 - 男子C4-5 4km个人追逐赛
3. 周菊芳：场地自行车 - 混合(C1-5 M1km\W500m)计时赛
4. 刘馨阳：公路自行车 -  男子C4-5级公路赛
5. 中国：公路自行车 - 混合双人自行车个人计时赛
6. 刘馨阳：公路自行车 - 混合C1-5个人计时赛
7. 福铁残：举重 - 女子40公斤级
8. 崔哲：举重 - 女子44公斤级
9. 石珊珊：举重 -  女子48公斤级
10. 刘磊：举重 -  男子67.50公斤级
11. 王宏婵：举重 -  女子52公斤级
12. 杨艳：举重 -  女子56公斤级
13. 崔建金：举重 -  女子60公斤级
14. 顾小飞：举重 -   男子82.50公斤级
15. 蔡慧超：举重 -   男子90公斤级
16. 田平广：举重 -   男子100公斤级
17. 李凤梅：举重 -    女子82.5公斤以上级
18. 田建全：轮椅击剑 -  男子个人重剑A级
19. 张蕾：轮椅击剑 -  男子个人花剑A级
20. 胡道亮：轮椅击剑 - 男子个人花剑B级
21. 荣静：轮椅击剑 - 女子个人花剑A级
22. 田建全：轮椅击剑 - 男子个人重剑A级
23. 田建全：轮椅击剑 - 男子个人佩剑A级
24. 中国：轮椅击剑 - 女子重剑团体
25. 中国：轮椅击剑 - 男子花剑团体
26. 中国：盲人门球 - 男子
27. 中国：盲人门球 - 女子
28. 冯攀峰：乒乓球 - 男子单打TT1-3
29. 李倩：乒乓球 - 女子单打TT1-3
30. 曹宁宁：乒乓球 - 男子单打TT4
31. 周影：乒乓球 - 女子单打TT4
32. 白刚：乒乓球 - 男子单打TT5
33. 顾改：乒乓球 - 女子单打TT5
34. 廖克力：乒乓球 - 男子单打TT6-7
35. 茅经典：乒乓球 - 女子单打TT6-8
36. 葛扬：乒乓球 - 男子单打TT10
37. 赵帅：乒乓球 - 男子单打TT8
38. 马麟：乒乓球 - 男子单打TT9
39. 刘美丽：乒乓球 - 女子单打TT9
40. 杨倩：乒乓球 - 女子单打TT10
41. 中国：乒乓球 - 男子团体TT1-3
42. 中国：乒乓球 - 女子团体TT1-3
43. 中国：乒乓球 - 女子团体TT4-5
44. 中国：乒乓球 - 男子团体TT6-8
45. 中国：乒乓球 - 男子团体TT9-10
46. 中国：乒乓球 - 女子团体TT6-10
47. 郭华平：柔道 -  女子48公斤级
48. 张福珍：柔道 -  女子52公斤级
49. 王丽静：柔道 -  女子57公斤级
50. 李小东：柔道 - 男子60公斤级
51. 李雨：柔道 - 女子70公斤级
52. 崔娜：柔道 - 女子63公斤级
53. 中国：赛艇 -  AS男子单人双桨-ASM1x
54. 中国：赛艇 -  AS女子单人双桨-ASW1x
55. 中国：赛艇 -  TA混合双人双桨-TAMix2x
56. 中国：赛艇 -  LTA混合四人单桨有舵手-LTAMix4+
57. 何欢：射击 -  R2-SH1级10米女子气步枪立射
58. 张翠平：射击 -  R3-SH1级10米混合组气步枪卧射
59. 董超：射击 -  R6-SH1级50米混合组自选步枪卧射
60. 茹德成：射击 -  P1-SH1级10米男子气手枪
61. 林海燕：射击 - P2-SH1级10米女子气手枪
62. 倪河东：射击 - P3-SH1级25米混合组运动手枪
63. 董智：射箭 - 男子个人反曲弓站姿
64. 中国：射箭 - 男子团体反曲弓公开级
65. 郭伟忠：田径 - 男子跳高 - F42
66. 陈鸿杰：田径 - 男子跳高 - F46
67. 李端：田径 - 男子跳远 - F11
68. 徐然：田径 - 男子跳远 - F36
69. 王秋洪：田径 - 男子跳远 - F44
70. 欧阳静玲：田径 - 女子跳远 - F44/46
71. 赵洪波：田径 - 男子三级跳远 - F12
72. 吴春苗：田径 -  女子100米 - T11
73. 李岩松：田径 - 男子100米 - T12
74. 朱大庆：田径 - 女子100米 - T12
75. 袁义志：田径 - 男子100米 - T13
76. 王芳：田径 - 女子100米 - T36
77. 车冕：田径 - 男子100米 - T36
78. 马玉喜：田径 - 男子100米 - T37
79. 周文俊：田径 - 男子100米 - T38
80. 熊德芝：田径 -  女子100米 - T38
81. 贾天雷：田径 - 男子100米 - T44
82. 汪涓：田径 - 女子100米 - T44
83. 赵旭：田径 - 男子100米 - T46
84. 王艳萍：田径 - 女子100米 - T46
85. 黄丽莎：田径 - 女子100米 - T53
86. 张婷：田径 - 女子100米 - T54
87. 王玉芹：田径 - 女子200米 - T12
88. 袁义志：田径 - 男子200米 - T13
89. 王芳：田径 - 女子200米 - T36
90. 车冕：田径 - 男子200米 - T36
91. 马玉喜：田径 - 男子200米 - T37
92. 周文俊：田径 - 男子200米 - T38
93. 熊德芝：田径 - 女子200米 - T38
94. 王艳萍：田径 - 女子200米 - T46
95. 黄丽莎：田径 - 女子200米 - T53
96. 李虎召：田径 - 男子200米 - T53
97. 张婷：田径 - 女子200米 - T54
98. 张亮敏：田径 - 女子铅球 - F12
99. 吴晴：田径 - 女子铅球 - F35/36
100. 米娜：田径 - 女子铅球 - F37
101. 夏志伟：田径 - 男子铅球 - F40
102. 危恩龙：田径 - 男子铅球 - F44/46
103. 金亚娟：田径 - 女子铅球 - F42/44/46
104. 董飞霞：田径 - 女子铅球 - F54/55/56
105. 李玲：田径 - 女子铅球 - F57/58
106. 王玉芹：田径 - 女子400米 - T12
107. 李岩松：田径 - 男子400米 - T12
108. 朱大庆：田径 - 女子400米 - T13
109. 车冕：田径 - 男子400米 - T36
110. 周文俊：田径 - 男子400米 - T38
111. 周洪转：田径 - 女子400米 - T53
112. 李虎召：田径 - 男子400米 - T53
113. 刘成明：田径 - 男子400米 - T54
114. 祁顺：田径 - 男子5000米 - T12
115. 张振：田径 - 男子1500米 - T11
116. 郭海群：田径 - 男子1500米 - T37
117. 汤红霞：田径 -  女子铁饼 - F12
118. 王文波：田径 - 男子铁饼 - F35/36
119. 鲍炯羽：田径 - 女子铁饼 - F35/36
120. 米娜：田径 - 女子铁饼 - F37
121. 董飞霞：田径 - 女子铁饼 - F54/55/56
122. 李玲：田径 - 女子铁饼 - F57/58
123. 郭伟：田径 - 男子标枪 - F35/36
124. 贾倩倩：田径 - 女子标枪 - F37/38
125. 张学龙：田径 - 男子标枪 - F37/38
126. 赵红梅：田径 - 女子标枪 - F46
127. 徐崇尧：田径 - 男子标枪 - F57/58
128. 高明杰：田径 - 男子标枪 - F44
129. 陈杰：田径 - 男子800米 - T36
130. 崔彦峰：田径 - 男子800米 - T54
131. 中国：田径 - 男子4x100米接力 - T35-38
132. 中国：田径 - 男子4x100米接力 - T42-46
133. 中国：田径 -  男子4x400米接力 - T53/54
134. 中国：五人制足球 - 男子
135. 郑远森：硬地滚球 - 混合单打 - BC4
136. 杨添舒：游泳 - 女子50米蝶泳 - S7
137. 许庆：游泳 - 男子50米自由泳 - S6
138. 潘世云：游泳 -  男子50米自由泳 - S7
139. 杨峰：游泳 -  男子50米自由泳 - S8
140. 姜胜男：游泳 -  女子50米自由泳 - S8
141. 郭智：游泳 -  男子50米自由泳 - S9
142. 林萍：游泳 -  女子50米自由泳 - S9
143. 谢青：游泳 -  女子50米自由泳 - S11
144. 蔡红梅：游泳 -  女子50米自由泳 - S10
145. 李汉华：游泳 -   男子100米自由泳 - S4
146. 宋玲玲：游泳 -  女子100米自由泳 - S6
147. 潘世云：游泳 -  男子100米自由泳 - S7
148. 王家超：游泳 -  男子100米自由泳 - S8
149. 陈忠兰：游泳 -  女子100米自由泳 - S8
150. 郭智：游泳 -  男子100米自由泳 - S9
151. 林萍：游泳 -  女子100米自由泳 - S9
152. 蔡红梅：游泳 -  女子100米自由泳 - S10
153. 杨博尊：游泳 -  男子100米自由泳 - S11
154. 谢青：游泳 -  女子100米自由泳 - S11
155. 蔡余庆燕：游泳 -  女子400米自由泳 - S9
156. 许庆：游泳 -  男子50米蝶泳 - S6
157. 魏燕鹏：游泳 - 男子100米蝶泳 - S8
158. 晋晓琴：游泳 -  女子100米蝶泳 - S8
159. 林福荣：游泳 -  男子100米蝶泳 - S10
160. 保艳芬：游泳 -  女子100米蝶泳 - S10
161. 楼陈泉：游泳 - 男子100米蝶泳 - S11
162. 赵学明：游泳 - 男子100米蛙泳 - SB8
163. 林福荣：游泳 -  男子100米蛙泳 - SB9
164. 陈忠兰：游泳 -  女子100米蛙泳 - SB9
165. 杨博尊：游泳 -  男子100米蛙泳 - SB11
166. 郑泳祺：游泳 -  男子100米蛙泳 - SB12
167. 刘小兵：游泳 -  男子100米仰泳 - S9
168. 顿陇娟：游泳 -  女子100米仰泳 - S10
169. 杨博尊：游泳 -  男子100米仰泳 - S11
170. 谢青：游泳 -  女子200米个人混合泳 - SM11
171. 郑涛：游泳 -   男子100米仰泳 - S6
172. 高楠：游泳 -  男子100米仰泳 - S7
173. 杨秀森：游泳 -  男子100米仰泳 - S8
174. 晋晓琴：游泳 -  女子100米仰泳 - S8
175. 许庆：游泳 -  男子200米个人混合泳 -SM6
176. 王家超：游泳 -  男子200米个人混合泳 -SM8
177. 郭智：游泳 -  男子200米个人混合泳 -SM9
178. 林福荣：游泳 -  男子200米个人混合泳 -SM10
179. 林萍：游泳 -   女子200米个人混合泳 - SM9
180. 江福英：游泳 -  女子200米个人混合泳 - SM
181. 中国：游泳 -  男子4×100米自由泳接力 - 34分
182. 中国：游泳 -  男子4x100米混合泳接力 - 34分
183. 马会会：羽毛球 - 女子单打站立三级
184. 朱佩强：羽毛球 - 男子单打站立四级
185. 中国：坐式排球 - 女子

### 银牌
1. 刘馨阳：场地自行车 - 混合(C1-5 M1km\W500m)计时赛
2. 高晓明：公路自行车 - 混合（C1-3男子&C1-5女子）公路赛
3. 中国：公路自行车 - 混合双人自行车公路赛
4. 郑元超：公路自行车 - 男子C4-5级公路赛
5. 肖翠娟：举重 - 女子48公斤级
6. 王值平：举重 - 女子67.50公斤级
7. 胡鹏：举重 - 男子75公斤级
8. 段艳飞：轮椅击剑 - 男子个人重剑A级
9. 姚芳：轮椅击剑 - 女子个人重剑B级
10. 叶如意：轮椅击剑 - 男子个人花剑A级
11. 伍百丽：轮椅击剑 - 女子个人花剑A级
12. 姚芳：轮椅击剑 - 女子个人花剑B级
13. 中国：轮椅篮球 - 男子
14. 中国：轮椅篮球 - 女子
15. 董福利：轮椅网球 - 女子单打
16. 刘静：乒乓球 -  女子单打TT1-3
17. 任桂香：乒乓球 -  女子单打TT5
18. 叶超群：乒乓球 -  男子单打TT8
19. 赵裔卿	：乒乓球 -  男子单打TT9
20. 柳萌：乒乓球 -  女子单打TT9
21. 连浩：乒乓球 -  男子单打TT10
22. 刘旭：乒乓球 -  女子单打TT10
23. 中国：乒乓球 -  男子团体TT4-5
24. 中国：七人制足球 - 男子
25. 张翠平：射击 - R2-SH1级10米女子气步枪立射
26. 苟定超：射击 -  R7-SH1级50米男子自选步枪 - 3×40
27. 张翠平：射击 -  R8-SH1级50米女子运动步枪 - 3×20
28. 袁洪相：射击 -  R4-SH2级10米混合组气步枪立射
29. 龙锐宏：射击 -  R5-SH2级10米混合组气步枪卧射
30. 李剑飞：射击 -  P3-SH1级25米混合组运动手枪
31. 成昌杰：射箭 - 男子个人反曲弓坐姿1级/2级
32. 萧彦红：射箭 - 女子个人反曲弓坐姿1级/2级
33. 李小文：田径 -  男子跳高 - F42
34. 林祥提：田径 -  男子跳高 - F42
35. 冯洪：田径 -  男子跳远 - F36
36. 马玉喜：田径 -  男子跳远 - F37/38
37. 商俊峰：田径 -  男子跳远 - F44
38. 汪涓：田径 -  女子跳远 - F44/46
39. 吴祥：田径 -  男子100米 - T11
40. 贾君婷仙：田径 -  女子100米 - T11
41. 杨森：田径 -  男子100米 - T37
42. 杨晨：田径 -  男子100米 - T38
43. 刘秀梅：田径 -  女子100米 - T38
44. 商俊峰：田径 -  男子100米 - T44
45. 欧阳静玲：田径 -  女子100米 - T46
46. 李虎召：田径 -  男子100米 - T53
47. 刘文君：田径 -  女子100米 - T54
48. 吴祥：田径 -  男子200米 - T11
49. 刘翠青：田径 -  女子200米 - T11
50. 许骥萍：田径 -  女子200米 - T12
51. 杨森：田径 -  男子200米 - T37
52. 杨晨：田径 -  男子200米 - T38
53. 刘秀梅：田径 -  女子200米 - T38
54. 郭泥：田径 -  男子200米 - T46
55. 欧阳静玲：田径 -  女子200米 - T46
56. 周洪转：田径 -  女子200米 - T53
57. 李英杰：田径 -  女子200米 - T54
58. 汤红霞：田径 -  女子铅球 - F12
59. 鲍炯羽：田径 -  女子铅球 - F35/36
60. 贾倩倩：田径 -  女子铅球 - F37
61. 龚秀峰：田径 -  男子铅球 - F44/46
62. 杨月：田径 -  女子铅球 - F42/44/46
63. 高垒垒：田径 -  女子铅球 - F57/58
64. 谢红英：田径 -  女子400米 - T12
65. 黄柯峰	：田径 -  男子400米 - T36
66. 杨晨：田径 -  男子400米 - T38
67. 陈貌：田径 -  男子400米 - T44
68. 黄丽莎：田径 -  女子400米 - T53
69. 杨富贵：田径 - 男子1500米 - T37
70. 郭伟：田径 - 男子铁饼 - F35/36
71. 吴晴：田径 - 女子铁饼 - F35/36
72. 张学龙：田径 - 男子铁饼 - F37/38
73. 贾倩倩：田径 - 女子铁饼 - F37
74. 关锡强：田径 - 男子铁饼 - F44
75. 陈立平：田径 - 女子铁饼 - F54/55/56
76. 王乐正：田径 - 男子铁饼 - F42
77. 米娜：田径 -  女子标枪 - F37/38
78. 付彦龙：田径 -  男子标枪 - F42
79. 高长龙：田径 -  男子标枪 - F44
80. 黄柯峰：田径 -  男子800米 - T36
81. 刘洋：田径 -  男子800米 - T54
82. 中国：田径 -  男子4x100米接力 - T11-13
83. 谭旭：游泳 - 女子50米蝶泳 - S7
84. 周颖：游泳 - 女子50米自由泳 - S5
85. 罗芳宇：游泳 - 男子50米自由泳 - S6
86. 杨华强：游泳 - 男子50米自由泳 - S7
87. 郭军：游泳 - 男子50米自由泳 - S8
88. 陈忠兰：游泳 - 女子50米自由泳 - S8
89. 林震宇：游泳 - 男子50米自由泳 - S9
90. 王帅：游泳 - 女子50米自由泳 - S10
91. 杨博尊：游泳 - 男子50米自由泳 - S11
92. 杨华强：游泳 - 男子100米自由泳 - S7
93. 宋懋璗：游泳 - 男子100米自由泳 - S8
94. 许艳茹：游泳 - 女子100米自由泳 - S8
95. 蔡余庆燕：游泳 - 女子100米自由泳 - S9
96. 王帅：游泳 - 女子100米自由泳 - S10
97. 王家超：游泳 - 男子400米自由泳 - S9
98. 罗芳宇：游泳 - 男子50米蝶泳 - S6
99. 王金刚：游泳 - 男子50米蝶泳 - S7
100. 王家超：游泳 - 男子100米蝶泳 - S8
101. 陈忠兰：游泳 - 女子100米蝶泳 - S8
102. 毕涛：游泳 -  男子100米蝶泳 - S10
103. 蔡余庆燕：游泳 - 女子100米蝶泳 - S10
104. 陈建凤：游泳 - 男子100米蛙泳 - SB7
105. 魏燕鹏：游泳 - 男子100米仰泳 - S8
106. 鲁韦元：游泳 - 女子100米仰泳 - S8
107. 郭智：游泳 -  男子100米仰泳 - S9
108. 叶龙：游泳 -  男子100米仰泳 - S10
109. 王帅：游泳 -  女子100米仰泳 - S10
110. 谢青：游泳 -  女子100米仰泳 - S11
111. 王益楠：游泳 -  男子200米个人混合泳 -SM8
112. 姜胜男：游泳 -  女子200米个人混合泳 - SM9
113. 毕涛：游泳 -  男子200米个人混合泳 -SM10
114. 卢冬：游泳 -  女子200米个人混合泳 - SM6
115. 王松叶：羽毛球 - 女子单打站立三级
116. 陈鑫云：羽毛球 - 女子单打站立五级
117. 田时伟：羽毛球 - 男子单打站立一级
118. 中国：坐式排球 - 男子

### 铜牌
1. 纪小飞：场地自行车 - 男子C4-5 4km个人追逐赛
2. 中国：场地自行车 - 混合双人自行车4km追逐赛
3. 阮建平：场地自行车 - 混合(C1-5 M1km\W500m)计时赛
4. 粱贵华：公路自行车 - 混合（C1-3男子&C1-5女子）公路赛
5. 中国：公路自行车 - 混合双人自行车个人计时赛
6. 李樟煜：公路自行车 - 混合C1-5个人计时赛
7. 王键：举重 - 男子52公斤级
8. 杨全喜：举重 -  男子60公斤级
9. 张蕾：轮椅击剑 - 男子个人重剑A级
10. 荣静：轮椅击剑 - 女子个人重剑A级
11. 叶华：轮椅击剑 - 女子个人重剑B级
12. 段艳飞：轮椅击剑 - 男子个人花剑A级
13. 丁宝忠：轮椅击剑 - 男子个人花剑B级
14. 叶华：轮椅击剑 - 女子个人花剑B级
15. 叶如意：轮椅击剑 - 男子个人佩剑A级
16. 黄金链：轮椅网球 - 女子单打
17. 张岩：乒乓球 - 男子单打TT4
18. 张淼：乒乓球 - 女子单打TT4
19. 张变：乒乓球 - 女子单打TT5
20. 陈超：乒乓球 - 男子单打TT6-7
21. 姜珊：乒乓球 - 女子单打TT6-8
22. 孙厨人：乒乓球 - 男子单打TT8
23. 韩亚杰：乒乓球 - 男子单打TT9
24. 赵序：柔道 - 男子66公斤级
25. 冯斌：柔道 - 男子73公斤级
26. 徐志林：柔道 - 男子81公斤级
27. 杜权有：柔道 - 男子90公斤级
28. 王嵩：柔道 - 男子100公斤以上级
29. 董超：射击 - R7-SH1级50米男子自选步枪 - 3×40
30. 何欢：射击 - R8-SH1级50米女子运动步枪 - 3×20
31. 刘洁：射击 - R4-SH2级10米混合组气步枪立射
32. 王燕红：射箭 - 女子个人复合弓公开级
33. 高芳霞：射箭 - 女子个人反曲弓站姿
34. 姜志平：田径 - 男子三级跳远 - F12
35. 陈燕：田径 - 女子100米 - T11
36. 徐然：田径 - 男子100米 - T36
37. 廖木兰：田径 - 女子100米 - T44
38. 何维：田径 - 男子100米 - T46
39. 周洪转：田径 - 女子100米 - T53
40. 纵凯：田径 - 男子100米 - T54
41. 董红娇：田径 - 女子100米 - T54
42. 刘萍：田径 - 女子200米 - T36
43. 徐然：田径 -  男子200米 - T36
44. 朱檑：田径 -  男子200米 - T37
45. 何海灿：田径 -  男子200米 - T46
46. 崔彦峰：田径 -  男子200米 - T54
47. 邹丽红：田径 -  女子200米 - T54
48. 张学龙：田径 -  男子铅球 - F37/38
49. 徐秋萍：田径 -  女子铅球 - F37
50. 王乐正：田径 - 男子铅球 - F42
51. 关锡强：田径 - 男子铅球 - F44/46
52. 姚娟：田径 - 女子铅球 - F42/44/46
53. 袁义志：田径 - 男子400米 - T13
54. 郑金：田径 - 女子400米 - T13
55. 骆红星：田径 - 男子400米 - T36
56. 卢凡：田径 - 女子400米 - T53
57. 崔彦峰：田径 - 男子400米 - T54
58. 李彦仓：田径 - 男子铁饼 - F35/36
59. 石磊：田径 - 男子铁饼 - F37/38
60. 徐秋萍：田径 - 女子铁饼 - F37
61. 高明：田径 - 男子铁饼 - F44
62. 李彦仓：田径 -  男子标枪 - F35/36
63. 徐秋萍：田径 - 女子标枪 - F37/38
64. 董飞霞：田径 - 女子标枪 - F54/55/56
65. 刘华：田径 - 男子800米 - T36
66. 卢冬：游泳 - 女子50米蝶泳 - S7
67. 李汉华：游泳 - 男子50米自由泳 - S4
68. 魏燕鹏：游泳 - 男子50米自由泳 - S8
69. 许艳茹：游泳 - 女子50米自由泳 - S8
70. 钱惠玉：游泳 - 女子50米自由泳 - S10
71. 薛雪：游泳 - 女子50米自由泳 - S11
72. 周颖：游泳 - 女子100米自由泳 - S6
73. 郭军：游泳 - 男子100米自由泳 - S8
74. 林震宇：游泳 - 男子100米自由泳 - S9
75. 和振星：游泳 - 女子100米自由泳 - S9
76. 郑涛：游泳 - 男子50米蝶泳 - S6
77. 郭军：游泳 - 男子100米蝶泳 - S8
78. 鲁韦元：游泳 -  女子100米蝶泳 - S8
79. 王帅：游泳 -  女子100米蝶泳 - S10
80. 姜胜男：游泳 -  女子100米蛙泳 - SB9
81. 楼陈泉：游泳 -  男子100米蛙泳 - SB11
82. 王益楠：游泳 -  男子100米仰泳 - S8
83. 卢冬：游泳 - 女子100米仰泳 - S8
84. 李礼想：游泳 -   男子100米仰泳 - S9
85. 邓三波：游泳 -   男子100米仰泳 - S11
86. 赵学明：游泳 -   男子200米个人混合泳 -SM8
87. 晋晓琴：游泳 -   女子200米个人混合泳 - SM9
88. 中国：羽毛球 - 男子双打站立4/5级